# Četvrti lateranski sabor
Četvrti lateranski sabor sazvao je papa Inocent III. svojom bulom od 19. travnja 1213. godine. Sabor se okupio u studenome 1215. Bio je to 12. opći ili ekumenski sabor, na kojem je sudjelovao 71 patrijarh i metropolit, 412 biskupa i 900 opata i priora.
Na saboru su također sudjelovali i predstavnici važnijih vladara: Henrika, latinskog cara Istoka, Fridrika II., cara Svetog Rimskog Carstva, te kraljeva Francuske, Engleske, Aragona, Jeruzalema i Cipra, i predstavnici lombardskih gradova. Na saboru je bio i predstavnik Hrvatsko-ugarskog kralja Andrije II.

## Svrha sabora
Inocent III. naznačio je kao cilj sabora obranu katoličke vjere, pomoć križarskim državama u Palestini, te oslobađanje Crkve od laičke investiture i drugih utjecaja laičkih vlasti na crkveni život. Papa je na saboru predložio sedamdeset dekreta koji su razmatrani istovremeno s raspravom o Petom križarskom ratu i o mjerama protiv heretika. U vrijeme sabora sv. Dominik i biskup Fulko iz Toulousea raspravljali su s papom o osnivanju Reda Propovjednika (dominikanci), što će ga 15 mjeseci kasnije potvrditi papa Honorije III.
Rajmund VI. Tuluški, njegov sin (kasnije Rajmond VII.), te Rajmond Ruđer iz Foixa sudjelovali su na saboru kako bi se obranili i očuvali od prijetnje konfiskacije svojih zemalja. Biskup Fulko i Gvido Montfortski bili su za konfiskaciju.

## Ishod sabora
Kanoni ovog sabora prihvaćeni su uz vrlo malo rasprave. Među njima, najznačajniji su sljedeći:
1. kanon: Ispovijest vjere u Boga svemogućeg, jednoga u tri istobitne osobe, Oca, Sina i Duha Svetoga; Oca koji ne proizlazi ni od koga, Sina koji je rođen od Oca i Duha Svetoga koji izlazi od Oca i Sina; u kontekstu euharistije spominje se nauk o transupstancijaciji, a potvrđeno je i uvjerenje da izvan Crkve nema spasenja (Extra Ecclesiam nulla salus)
2. kanon: Osuda Joakima iz Fiorea i Amalrika iz Bennesa zbog hereze, kao i Katara i Valdenza; obrana Petra Lombardskoga
3. – 4. kanon: Odluka o načinju postupanja protiv heretika i njihovih zaštitnika, uključujući i odredbu da će »katolici koji su na se preuzeli križ iskorijenjivanja heretika uživati oproste i povlastice kakvi se dodjeljuju onima koji se bore za Svetu zemlju«
5. kanon: Proglašenje papina primata, a, nakon pape, po časti slijede ove patrijaršije:
- Carigradska patrijaršija (tada je ondje bio latinski patrijarh)
- Aleksandrijska patrijaršija
- Antiohijska patrijaršija
- Jeruzalemska patrijaršija

9. kanon: Odluke o slavljenju božanskog časoslova u različitim obredima i na različitim jezicima
13. kanon: Zabrana osnivanja novih redova
14. – 16. kanon: Pravila o ponašanju klera, uključujući i odredbe protiv sljedećih nepravilnosti:
- život izvan celibata
- opijanje
- lov
- prisustvovanje histrionskim predstavama
- obavljanje kirurških operacija
- vođenje sudstva u kojem se netko predaje »Božjem sudu« ili dvoboju

21. kanon: Nazvan Omnis utriusque sexus; odredba da svaki kršćanin koji je dostigao godine punog razbora jednom godišnje mora pristupiti ispovijedi i pričesti
51. kanon: Zabrana tajnih vjenčanja
68. kanon: Odredba da Židovi i muslimani moraju nositi posebna odijela kako bi ih se razlikovalo od kršćana; nakana odluke bila je spriječiti međusobne spolne odnose
Sabor je potvrdio Fridrika II. za cara Svetog Rimskog Carstva. Usto, Toulous je dodijeljen Simonu Montfortskom, a Provansa Rajmonda VI. konfiscirana je, kako bi se kasnije predala njegovu sinu.
Sabor je jasno nabrojio svih sedam svetih sakramenata.
Četvrti lateranski sabor zaključio je svoj rad 14. prosinca 1215.